# چک ۱۴۵ سالاری
چک ۱۴۵ سالاری (به انگلیسی: Chak no 145 JB Salaray) یک روستا در پاکستان است که در پنجاب واقع شده‌است.